# Верхні Мурочі
Верхні Мурочі (рос. Верхние Мурочи) — село Кяхтинського району, Бурятії Росії. Входить до складу Великударінського сільського поселення.
Населення —  10 осіб (2010 рік). 